# Sapucaia do Sul
Sapucaia do Sul es una ciudad brasileña del estado de Rio Grande do Sul. Limita con los municipios de São Leopoldo al norte, Novo Hamburgo al este, Gravataí al sudeste, Cachoeirinha la sur, Esteio al sudoeste, Nova Santa Rita al oeste y Portão al noroeste. 

## Historia
Sapucaia do Sul surgió a partir de la colonización de portugueses. Era parte del municipio de São Leopoldo antes de independizarse, lo que ocurrió el día 14 de noviembre de 1961. 
Con la construcción de las vías y muros del Trensurb en la década de 1980, Sapucaia do Sul quedó dividida, a gran modo, en dos partes: el lado norte y el lado sur.
El árbol de la Higuera es uno de los símbolos de la ciudad.

## Geografía

### Localización geográfica
Sapucaia do Sul está situada a orillas de la Lagoa dos Patos, es una ciudad de baja altitud, estando apenas a 23 metros sobre el nivel del mar. El municipio tiene 58,6 km² (FEE/2003). 

### Clima
El clima es tropical, con las cuatro estaciones bien definidas. En el verano la temperatura puede llegar hasta los 40 °C y en los inviernos a 0 °C y rara vez abajo de cero.

### Puntos Turísticos
Los principales puntos turísticos de Sapucaia do Sul son:
- Parque Jardín Zoológico
- Morro de Sapucaia
- Morro das Cabras
- Pesqueiro

### Regiones, Barrios y Villas
El municipio cuenta con un área rural y un área urbana. En esta última, además del centro, varios barrios y villas componen el escenario de ocupación poblacional, entre ellos:
| - Alberto Pasqualine - Alcina - Bela Vista - Boa Vista - Carioca - Cohab Blocos - Cohab Casas - Colina Verde - Corsan - Fortuna - Floresta - Jardim - Jardim América | - Jardim Beatriz - Nascer do Sol - Neli - Nova Sapucaia - Maria - Pedro Simon - Piratini - Primor - Residencial Laranjeiras - São Cristóvão - Sial - Vila Sete - Vila Vargas |

## Población
La población de Sapucaia do Sul es de 129.065 habitantes (FEE/2003), lo que arroja una densidad demográfica de 2200,8 hab/km². El código postal de la ciudad es 93201-970.
- Datos: Q942122
- Multimedia: Sapucaia do Sul / Q942122

1. ↑  Worldpostalcodes.org,código postal n.º 93200-000.